# Thiessa Sickert
Thiessa Sickert Ferreira Veloso (sinh ngày 18 tháng 2 năm 1993) là một người mẫu và thí sinh trong cuộc thi sắc đẹp người Brazil. Cô đã từng tham gia nhiều cuộc thi sắc đẹp khác nhau tại Brazil: từ các cuộc thi ở bang cho đến cuộc thi quốc gia năm 2012. Năm 2015, cô được trao tặng danh hiệu Hoa hậu Trái Đất Brazil 2015 bởi nhà tổ chức Look Top Beauty Organization và đại diện cho Brazil tham gia cuộc thi Hoa hậu Trái Đất 2015 được tổ chức tại Viên, Áo.
Cô đang lấy bằng về kiến trúc tại Đại học Uberaba và làm người mẫu trước khi trở thành Hoa hậu Trái Đất Brazil 2015.

## Hoa hậu Brazil 2012
Thiessa được bổ nhiệm làm đại diện của Uberaba trong cuộc thi Hoa hậu Minas Gerais 2012. Cô tranh tài với bốn thí sinh khác và được tuyên bố là người chiến thắng. Sự kiện này diễn ra tại Bảo tàng Inimá Paula, ở Belo Horizonte.
Trở thành đại diện cho tiểu bang của mình, Minas Gerais, Thiessa đã có thể tranh tài trong cuộc thi hoa hậu Brasil 2012 được tổ chức tại Fortaleza. Trong cuộc thi này, Thiessa gần như có được vị trí đứng đầu nhưng cuối cùng kết thúc cuộc thi ở vị trí thứ hai. Thí sinh giành chiến thắng chung cuộc là Gabriela Markus.

## Hoa hậu Trái Đất 2015
Với tư cách là người đại diện cho Brazil, Thiessa đã đoạt ngôi vị Hoa hậu Lửa (tương đương Á hậu 3). Danh hiệu Hoa hậu Trái Đất 2015 được trao cho Hoa hậu đến từ Philippines Angelia Ong.